# Бисерна нимфа
Бисерна нимфа (Coenonympha arcania) је дневни лептир из породице шаренаца (Nymphalidae).

## Опис
На доњој страни задњег крила има белу траку са клинастим проширењем према корену крила. Окца су крупна, са оранж прстеном, поређана у неправилну линију. Окце уз предњи руб задњег крила је увек на наспрамној страни белог прстена.
- Coenonympha arcania ♂
- Coenonympha arcania ♂  △
- Coenonympha arcania ♀
- Coenonympha arcania ♀  △

## Распрострањење
Бисерна нимфа живи у целој Европи изузев Британских острва, Сардиније и Сицилије. Бележена је у целој Србији, мада ретко у Војводини.

## Биологија
Омиљено станиште су јој пропланци и жбуњаци. Лети у једној генерацији од маја до августа. Гусеница је зелена са подужним пругама у мало другачијим нијансама, што јој пружа савршену камуфлажу јер се храни појединим травама.

## Галерија
- аберација insubrica